# Alphasyllabaire takri
L'alphasyllabaire ṭākarī (Takri : 𑚔𑚭𑚊𑚤𑚯 ; sanskrit : टाकरी, IAST : ṭākarī) également écrit ṭakkarī, ṭhākarī, takri ou encore tankri, est un alphasyllabaire de la famille des écritures brahmiques (écritures indiennes) de type gupta. Cette écriture était notamment utilisé dans différentes principautés du Nord−est de l'Inde dans l'état indien situé sur ll'actuel Jammu-et-Cachemire entre le XVIIe siècle et la moitié du XXe siècle, est dérivée de l'alphasyllabaire sharda, utilisée autrefois pour l'écriture du cachemiri. L'alphasyllabaire dogri (ou dogra Akkhar), utilisé pour la langue dogri en est dérivé.

## Alphasyllabaire

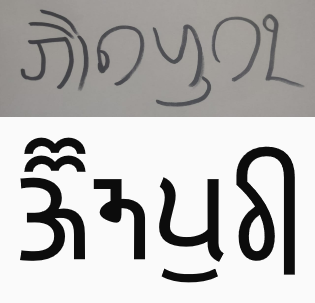
Forme manuscrite et imprimée

| Alphasyllabaire takri standard | Équivalent en devanagari |
| ------------------------------ | ------------------------ |
|                                | devanagari standard      |